# Palacio de La Celle

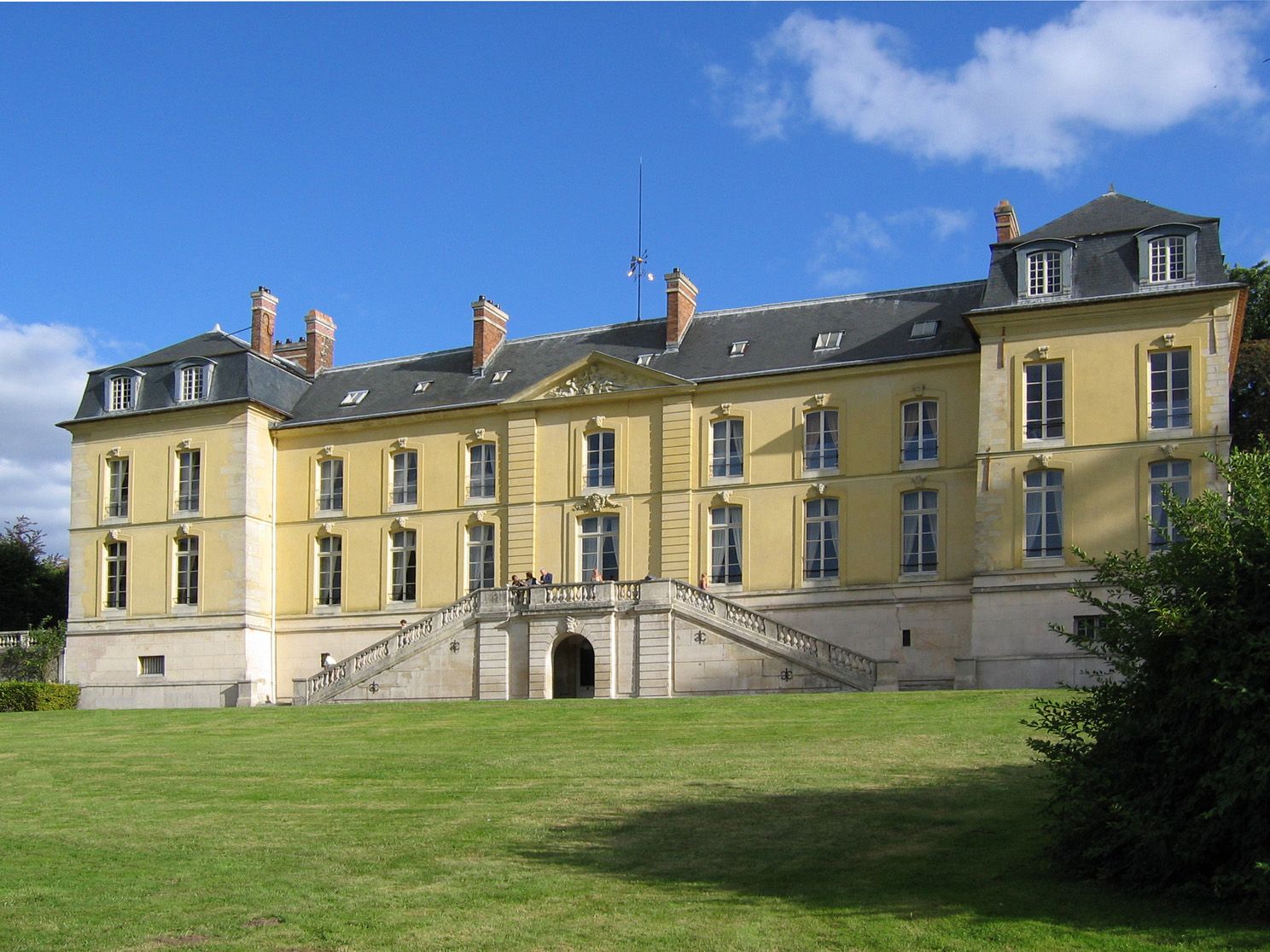
El Château visto desde el parque,(año 2004).

El Palacio de La Celle (en francés Château de La Celle Saint-Cloud o le petit château) es un château en la comuna La Celle-Saint-Cloud, departamento de Yvelines, Francia; actualmente es propiedad del Ministerio de Asuntos Exteriores francés. Fue declarado monumento histórico en 1978.

## Historia
Originalmente fue un monasterio, compuesto esencialmente por una casa de campo y una serie de edificios para albergar a los monjes, que fue vendido en 1616. El edificio que actualmente constituye el eje central del palacio, fue construido y vendido en varias ocasiones. Durante el reinado de Luis XIV, el Duque Francisco de La Rochefoucauld lo adquirió. La marquesa de Pompadour lo compró en 1748 y realizó trabajos de embellecimiento. 
En 1750, Jacques-Jérémie Roussel, un granjero, compró el château y lo amplió con el pabellón y el ala norte, dándole su configuración actual. De 1776 a 1804, estuvo en manos de Louis Pierre Parat de Calandria, quien transformó el parterre francés, en un jardín francés, con la ayuda del paisajista Morel de Lyon.
Después, en 1804 pasó a manos del vizconde Morel de Vindé, quien lo recibió de Luis XVIII. El palacio es famoso por tener una de las mejores lanas de oveja merina de Francia.
En 1844, Jean-Pierre Pescatore lo adquirió. Embelleció el parque a través de paisajistas de renombre, los hermanos Bulher. Él fue quien creó la avenida que hoy en día podemos admirar, y que lleva el nombre de “Avenida de árboles exóticos”. También hizo construir la orangerie y tres invernaderos para sus orquídeas. Napoleón III y su esposa Eugenia visitaron en tres ocasiones el palacio para admirar esta colección única en Francia. Pescatore también era aficionado a los caballos, por lo que hizo construir un gran espacio cubierto para ellos.
Tras su muerte, su sobrina Élisabeth Pescatore-Dutreux lo heredó y continuó embelleciendo el parque. El palacio permaneció en manos de la familia franco-luxemburguesa Dutreux durante un poco más de un siglo. Durante la guerra franco-prusiana, un proyectil disparado en 1870 desde el Monte Velérien destruyó la orangerie, rompiendo todas las ventanas y haciendo que todas las plantas exóticas murieran de frío.
En 1940. La gran Duquesa Carlota de Luxemburgo, huyendo de la ocupación alemana, se refugió en el palacio varios días. Posteriormente los alemanes lo ocuparon hasta 1944. Tras la Liberación, Auguste Dutreux recuperó su propiedad. Deseando que el château se conservara en su totalidad, fue legado, bajo condiciones estrictas de uso, el 7 de febrero de 1951 al Ministerio de Asuntos Exteriores, entonces a cargo del ministro Robert Schuman, que también era de origen luxemburgués.

## Encuentros internacionales
Desde que el Ministerio de Exteriores francés tomó posesión del palacio, este ha sido sede de varias reuniones internacionales y ha acogido a diferentes jefes de Estado:
- El 6 de noviembre de 1955 acogió las reuniones durante las cuales se trató la independencia de Marruecos, entre Antoine Pinay, ministro de Exteriores francés y Mohamed V, rey de Marruecos.
- El 11 de abril de 1957, un desayuno de la reina de Inglaterra, Isabel II.
- El 2 de junio de 1961, un desayuno de la primera dama norteamericana Jacqueline Kennedy.
- De agosto a noviembre de 1964: la conferencia sobre Laos a la que asistieron representantes nacionalistas, de los neutrales y de los comunistas de Laos.
- El 16 de marzo de 1973: conferencia de las delegaciones vietnamitas.
- El 27 de octubre de 1983, la reunión de ministros de Exteriores de los países participantes en la Fuerza multinacional en Beirut.
- El 17 de noviembre de 1989, una mesa redonda sobre Camboya.
- El 16 de noviembre de 1994, el seminario franco-español.

Los ministros de Exteriores franceses eligen muy a menudo recibir a sus homólogos extranjeros en La Celle más que en la Quai d'Orsay.
- Datos: Q2969538
- Multimedia: Château de La Celle-Saint-Cloud / Q2969538